# LIVE FILMS 新世界
『LIVE FILMS 新世界』　（ライブ　フィルムス しんせかい）は、ゆずのライブビデオ。2014年（平成26年）11月26日にトイズファクトリーから発売。

## 概要
2014年5月から9月まで開催された「YUZU ARENA TOUR 2014 新世界」の7月20日の横浜アリーナ公演の模様を中心に収められている。「録歌選 新世界」と同時発売。ライブ映像とツアードキュメントで構成された「クラシックエディション」と、「新世界」を象徴する楽曲をもとにアニメーションなどをライブ映像に加えた「レトロフューチャーエディション」の2枚組仕様という新たな試みが行われた。DVDとBlu-rayの2形態で発売。36ページの写真集も付いている。
また、今作と「録歌選 新世界」の同時リリースを記念し、11月18日~24日にニコニコ生放送で”ゆずスペシャルウィーク”として過去のライブ映像やMVが放送され、24日にはゆず本人も生出演した。
2014年12月8日付のオリコン週間DVD総合ランキングでは「LIVE FILMS YUZU YOU DOME DAY2」以来約2年1カ月ぶり、自身3作目の1位を獲得。DVD音楽ランキング、DVD・BD合算ランキングでも週間1位を獲得した。また、「録歌選 新世界」も総合ランキングで3位に入り、こちらも2年1カ月ぶりにトップ3に2作がランクインした。
「録歌選 新世界」との同時購入特典として、冬至の日ライブや『YUZU ARENA TOUR 2014 新世界〜LIVE CD追加公演セレクト音源〜』などの抽選に応募できた。

## 収録曲

### DISC1 レトロフューチャーエディション
【CHAPTER 01 新世界】
1. ユートピア
2. レトロフューチャー
3. 表裏一体
4. ヒカレ
「ユートピア」「表裏一体」「ヒカレ」のライブ映像は「LIVE　Music Video」としてゆずYouTube Official Channelにてフルサイズ公開された。また、JOYSOUNDでは、その3曲と「夏色」「サヨナラバス」のライブ映像が独占配信された。
5. 雨のち晴レルヤ

【CHAPTER 02 愛の真世界】
1. Ultra Lover Soul
2. 夜霧の伊勢佐木町
3. 恋の歌謡日

【CHAPTER 03 ええじゃないかメドレー】
- T.W.L～イロトリドリ～シシカバブー～超特急～少年～ LOVE & PEACH～いちご～LOVE & PEACH～T.W.L

### DISC2 クラシックエディション
1. オープニング
2. ユートピア
3. 四間道路
4. サヨナラバス
5. 月曜日の週末
6. 嗚呼、青春の日々
7. よろこびのうた
8. ひだまり
9. スマイル音頭
10. レトロフューチャー
11. 表裏一体
12. 素顔のままで
13. ええじゃないかメドレー（T.W.L～イロトリドリ～シシカバブー～超特急～少年～ LOVE & PEACH～いちご～LOVE & PEACH～T.W.L）
14. ヒカレ
15. 夏色 (EN)
16. 雨のち晴レルヤ (EN)
17. 栄光の架橋 (EN)

## 特典映像
- 新世界ツアードキュメント